# Little Grove
Little Grove is een plaats in de regio Great Southern in West-Australië. Het is een buitenwijk van de stad Albany, gelegen aan de overzijde van de 'Princess Royal Harbour'.
Het ligt op het schiereiland Vancouver, 442 kilometer ten zuidzuidoosten van de West-Australische hoofdstad Perth en een kleine 10 kilometer ten zuidwesten van het centrum van Albany.
Little Grove maakt deel uit van het lokale bestuursgebied (LGA) City of Albany waarvan Albany de hoofdplaats is. Het telde 1.508 inwoners in 2016 tegenover 1.363 in 2006.
De wijk wordt bijna volledig door het nationaal park Torndirrup omringd.